# Federació Catalana de Pentatló Modern
La Federació Catalana de Pentatló Modern és l'organisme rector que ordena, impulsa i dirigeix tota l'activitat esportiva del pentatló modern i les seves disciplines a Catalunya. Forma part de la Unió de Federacions Esportives de Catalunya.

## Història
La Federació Catalana de Pentatló Modern va néixer el 1982 malgrat que aquest esport olímpic des de 1912 ja es practicava a l'estat espanyol des dels anys quaranta quan es va crear la Federació Espanyola que estava dirigida per militars i va presentar atletes als Jocs Olímpics de Londres 1948 i als Jocs Olímpics de Roma 1960. El 1968, va desaparèixer la Federació Espanyola i el pentatló modern es va incorporar a la Federació Espanyola de Natació com una comissió nacional, sense federacions territorials o regionals específiques d'aquest esport. L'any 1976 el pentatló modern va deixar la Federació Espanyola de Natació i va continuar sol com una Comissión Nacional de Penthatlón Moderno, que durant uns anys va presidir Ricard Sánchez, fins que el 1982 va néixer la Federació Espanyola i ja el mateix 1982 es va crear la Federació Catalana, el primer president de la qual va ser Àlex Soler-Cabot, que un any després va crear el prestigiós Trofeu Ciutat de Barcelona, el més antic de l'estat espanyol. Organitza les competicions de les seves diverses disciplines: pentatló modern (tir olímpic, esgrima, natació, equitació i atletisme), tetratló (tir olímpic, esgrima, natació i atletisme), triatló modern (tir olímpic, natació, atletisme) i biatló (natació, atletisme). Entre les iniciatives engegades darrerament, destaca la popularitzacio d'aquest esport a les escoles i entre els joves. També ha dut a terme programes de formació de tècnics i àrbitres.

## Presidents

### Alexandre Soler-Cabot Serra(1982-1992, 1994-1995 i 2000-2001)
Va ser president en tres etapes. La primera des de 1982 fins a 1992. Entre 1994 i 1995 va tornar a ser president, però va deixar el càrrec per a ocupar de 1996 a 2000 la presidència de la Comisión Nacional de Pentathlon Moderno, quan es va iniciar el procés de separació del pentatló i el triatló en dues federacions. I la tercera de 2000 a 2001, quan va ser elegit president de la Federació Espanyola, càrrec que va ocupar fins al 2009.

### Jesús Luis Andreu Escartín(1996-2000
Va presidir la federació entre 1996 i 2000, i aquest mateix any es va convertir en el primer president de la nova Federació Catalana de Triatló.

### Jesús Sanz Mur (2001-)
Sorgit de l'esport escolar i de base de Sant Boi de Llobregat, va formar part de la junta directiva del Club Bàsquet Sant Boi. L'any 2000 va entrar en contacte amb el món del pentatló modern a través de l'Escola Llor i aquest mateix any, ja es va incorporar a la junta directiva de la federació. El 2001 quan Alexandre Soler-Cabot va dimitir, va ocupar-ne la presidència. A partir de 2005 també es va convertir en vicepresident de la Federació Espanyola, va impulsar el 2004 la creació del Campionat dels Països Catalans de Pentatló Modern amb la participació de clubs de la Catalunya Nord i Catalunya Sud i va potenciar la modalitat del biatló escolar, format per la natació i el cros.